# 二柱薹草
二柱薹草（学名：Carex lithophila）为莎草科薹草属的植物。分布在俄罗斯、蒙古、日本、朝鲜以及中国大陆的山西、辽宁、内蒙古、陕西、甘肃、山东、河北、黑龙江、吉林等地，生长于海拔100米至700米的地区，多生长在河岸湿地、沼泽和草甸上，目前尚未由人工引种栽培。

## 别名
卵囊薹草（中国高等植物图鉴）